# 繁峙县
繁峙县是中华人民共和国山西省忻州市所辖的一个县，位于山西省北部恒山和五台山之间、滹沱河上游，邻接河北省。
总面积为2369平方公里，2020年人口为25万人。

## 历史沿革
西汉建葰人县，东汉废；晋朝复称葰人县属雁门郡，后废。北魏设繁畤县，后来治，北周废；隋开皇十八年复设繁畤县；金朝时，繁畤县为坚州，元朝时，属太原路、冀宁路。明朝洪武二年改称繁峙县。明清两朝，属太原府代州。

## 行政区划
繁峙县下辖4个镇、9个乡：
繁城镇、砂河镇、大营镇、平型关镇、下茹越乡、光裕堡乡、集义庄乡、东山乡、金山铺乡、神堂堡乡和岩头乡。

## 人口
根據第七次人口普查數據，截至2020年11月1日零時，繁峙縣常住人口為250409人。

## 交通
- 京原铁路五台山站位于砂河镇，铁路由原平出发途经繁峙，而后由东北方向经大同灵丘，出山西，经河北，直达北京。也是晋煤外运的主干道。

- 108国道途径繁峙，连接山西和河北，是繁峙县的一条主要交通干道，也是山西经济发展的主要交通要道。陕西煤矿外运大部分是由108国道承担，途径繁峙直达河北。

## 风景名胜
- 五台山，位于繁峙县南部与五台县交界处。
- 全国重点文物保护单位：岩山寺、三圣寺、公主寺、秘密寺、正觉寺大雄宝殿
- 山西省文物保护单位：狮子窝琉璃塔